# Леон Гершковић
Проф. др Леон Гершковић (Бучје код Плетернице, 2. фебруар 1910 – Загреб, 1. април 1992) је био истакнути југословенски правник, учесник Народноослободилачке борбе, један од аутора сва четири устава СФР Југославије и суоснивач Слободне Далмације.

## Биографија
Леон Гершковић је рођен 2. фебруара 1910. у селу Бучје код Плетернице (Славонска Пожега). Јеврејског је порекла. У Загребу је студирао и докторирао право на Правном факултету Свеучилишта у Загребу. Крајем 1933. (почетком 1934) запослио се као правни саветник у загребачкој циглани јеврејских индустријалаца Алфреда и Леа Милера. Револуционарном омладинском покрету приступио је у гимназији, а 1935. постао је члан Комунистичке партије Југославије (КПЈ). Те исте године био је ухапшен од полиције Краљевине Југославије као комуниста, али је после извесног времена ослобођен због недостатка доказа. Од раније је био веома активан у синдикалном Савезу банковних и трговачких чиновника (СБОТИЧ), а од 1939. деловао је у руководству СБОТИЧ-а за Краљевину Југославију. Био је активно везан уз партијску организацију у загребачкој подружници бечке текстилне фирме „Херман Полак и синови“. Године 1940. отворио је сопствену адвокатску канцеларију.

### Народноослободилачка борба
По капитулацији Југославије упућен је од Централног комитета Комунистичке партије Хрватске (КПХ) у Сплит ради учешћа у организовању устанка. Године 1941. активно се прикључио Народноослободилачкој војсци Југославије (НОВЈ). Од јуна до септембра 1941, руководио је СКОЈ-евским курсевима у Сплиту, а које је организовао Покрајински комитет КПХ за централну Далмацију. Од јуна 1941. уређивао је илегалан лист „Наш извјештај“. У фебруару 1942. био је именован за секретара Месног комитета КПХ Сплит, а затим за секретара Агитпропа при ПК КПХ за централну Далмацију. У јулу 1942. је по задатку КПЈ учествовао у организовању жетве у Далмацији, а у августу 1942. је био предавач на СКОЈ-евском курсу који је организовао Обласни комитет СКОЈ-а. У септембру 1942. био је постављен за референта за војнопозадинску службу при Штабу Четврте оперативне зоне НОВЈ. Године 1943, био је предавач на партијском курсу у Ливну. Исте године био је један од оснивача и уредник партизанског листа Слободна Далмација. У јуну 1944. учествовао је у организовању Првог конгреса културних радника Хрватске у Топуском. У августу исте године, учествовао је са рефератом на Конгресу правника антифашиста Хрватске. Био је постављен за члана Агитпропа при ЦК КПХ, а затим за прочелника Управног одељења при Земаљском антифашистичком вијећу народног ослобођења Хрватске (ЗАВНОХ). Од 1944, био је руководилац одељења за управу ЗАВНОХ-а. Након рата додељена му је Партизанска споменица 1941.

### Послератна каријера
Након рата, радио је на изградњи правног и друштвеног система ФНР Југославије. Био начелник у Министарству за конституанту. Више пута је био биран за посланика у Скупштини СФР Југославије и сабору СР Хрватске. Био је Савезни секретар за законодавство при Савезном извршном већу СФР Југославије. Био је један од оснивача (1962) и први декан Факултета политичких знаности Свеучилишта у Загребу до 1965. године. Исто тако је био истакнути професор на Правном факултету Универзитета у Београду где је 1946. утемељио и предавао предмет „Историја народне власти“. За наставне потребе је штампао први избор докумената (1946) и написао први уџбеник тога предмета (1950). Неко је време као редовни професор предавао уставно право и комунални систем на истом факултету. Оснивач је листа „Политичка Мисао“. Учествовао је у писању свих устава Југославије од 1946. до 1974. године. Непосредно је сарађивао у изради устава ФНР Југославије од 1946, уставног закона од 1953, закона о народним одборима, о национализацији, о комуналном систему, а после и о удруженом раду. Као члан уставне комисије Савезне скупштине радио је на уставним амандманима из 1968. и 1971. године, те на уставу СФР Југославије из 1974, о чему је написао књигу „Уставне теме“ 1976. године. Предајући о политичком систему Југославије, развијао је теорију самоуправног социјализма. Аутор је неколико стотина радова и чланака у научним и стручним часописима, те дневној штампи. Био је председник Друштва политоколога Хрватске, члан Словеначке академије наука и уметности (САЗУ), те 1979. добитник Награде АВНОЈ-а за друштвене науке. Преминуо је у Загребу 1. априла 1992. године, те је сахрањен на загребачком гробљу Мирогој.

## Дела
- Документи о развоју народне власти (1946)
- Хисторија народне власти (1950)
- Наука о администрацији (1951)
- Друштвено управљање у Југославији (1957)
- Полазне основе правног система у удруженом раду (1972)
- Уставне теме (1976)
- Социјалистичка заједница рада (1976)